# 奥山佳恵
奥山 佳恵（おくやま よしえ、1974年3月11日 - ）は、日本の女優、タレントである。
東京都出身。元アミューズ所属。

## 来歴
- 実家は中華料理店だった。2012年1月に閉店[3]。
- 1990年に行われた映画『喜多郎の十五少女漂流記』のオーディションに合格し、1992年に主演女優としてデビュー[2]。健康的で屈託のないキャラクターで人気を博し、以来ドラマ、バラエティー番組、CMなどを中心に幅広く活動している。
- 2001年10月に6歳年上のヘアメイクアップアーティスト・稲葉功次郎と結婚[2][4]。2002年6月に第1子となる長男を出産[4]。
- 2011年5月1日には第2子を妊娠中（妊娠5か月）であることをブログで公表し、9月28日に第二子となる次男を出産したことを10月13日付のブログで報告した。また2013年3月に次男がダウン症候群であることを公表した[5]。
- 2025年4月1日よりアミューズとの専属契約を終了し、個人として活動することになった[6]。

## 人物・発言
ダウン症の次男と共に暮らしており、その子育て経験をもとに、講演やメディアを通じて障害への理解を広める活動を行っている。
2025年、やまゆり園事件に関連した朝日新聞の取材で、「永遠に『健常者』でいられる人は限られている」「人を『できる・できない』で分けると、いずれ自分にも返ってくる」「分けている場合ではない」と語った。

## 出演

### テレビドラマ
- 東京エレベーターガール（1992年、TBS） - 野田尚子 役
- 刑事貴族3 第4話（1992年、日本テレビ）
- 悲しいほどお天気（1992年、フジテレビ）ザ・テレビジョン10周年記念ドラマ
- 綺麗になりたい（1992年、読売テレビ） - 長谷川亜未 役
- 悪魔のKISS（1993年、フジテレビ） - 主演・斉藤みさを 役
- グッドモーニング（1994年、フジテレビ） - 天野真理 役
- 明るい家族計画（1995年、フジテレビ） - 坂巻花子 役
- エリアコードドラマ06 FM999 真夏のレディオガール（1995年7月 - 9月、毎日放送）
- 新・木曜の怪談 「怪奇倶楽部（学校の七不思議編）」（1996年、フジテレビ）
- オレゴンから愛 '96（1996年、フジテレビ）
- いとしの未来ちゃん 第8話（1997年、テレビ朝日）
- ナースのお仕事スペシャル（1997年、フジテレビ） - 谷口涼子 役
- びんぼう同心御用帳（1998年、テレビ朝日） - 佐野千鶴 役
- 火曜サスペンス劇場「警視庁鑑識班」(6)（1998年11月、日本テレビ） - 小野真弓 役
- 土曜ワイド劇場「名探偵由利麟太郎 蝶々殺人事件」（1998年、テレビ朝日） - 三津木恵美 役
- 愛の流星（1999年、フジテレビ） - 二宮ひかり 役
- 金曜エンタテイメント「京都祇園芸妓シリーズ」(8)（2003年、フジテレビ） - 小川麻知子 役
- 名奉行! 大岡越前 第2シリーズ 第4話「死罪を告げられた越前!? 北町vs南町、哀しき女の嘘」(2006年5月16日) - おしま 役
- キッパリ! （2007年、CBC制作・TBS系全国ネット） - 君塚真実 役
- キッパリ!!（2008年9月1日 - 10月3日、CBC制作・TBS系全国ネット） - 君塚真実 役。第25話で打ち切り（残り20話未放送）[11]。
- 相棒 season7 第14話「男装の麗人」（2009年2月11日、テレビ朝日） - 荊城紫雨 役
- おみやさん 第8シリーズ 第8話（2011年6月16日、テレビ朝日） - 辻原エリ 役
- ドラマスペシャル「親父がくれた秘密〜下荒井5兄弟の帰郷〜」（2012年9月12日、テレビ東京）[12] - 佐山陽子 役
- 金曜プレステージ「出張鑑定人・宝来伝吉」（2014年4月25日、フジテレビ） - 青山マミ 役
- 水曜ミステリー9「弁護士 水木邦夫 残り火」（2014年10月29日、テレビ東京） - 戸田裕子 役
- コウノドリ 第10話（2017年12月15日、TBS） - 木村弓枝 役[13]
- 義母と娘のブルース（2018年7月10日 - 9月18日、TBS） - 宮本愛 役[14]
- 孤独のグルメ  Season8 第4話（2019年10月26日、テレビ東京） - コンマコーヒー・店長 役
- ミリオンジョー 最終回（2019年12月26日、テレビ東京） - 真理子 役
- 美食探偵 明智五郎 第5話（2020年5月10日、日本テレビ） ‐ 上遠野恵美 役
- Life 線上の僕ら（2020年6月19日 - 7月10日配信、Rakuten TV・ビデオマーケット）- 西恵 役

### ドラマ以外のテレビ番組
- 平成教育委員会
- 笑っていいとも!（1992年10月 - 1994年9月）
- クイズ世界はSHOW by ショーバイ!!
- ミックスパイください (1992年10月 - 1993年9月、中部日本放送)
- タモリのボキャブラ天国シリーズ
- ウンナンの気分は上々
- スタジオパークからこんにちは -「アナウンサーにQ」アシスタント
- すくすく子育て
- ライオンのごきげんよう
- ちちんぷいぷい（毎日放送）
- NHK趣味悠々『中高年のための 楽しいサイクリング生活入門』（2006年9月7日 - 10月26日、NHK教育テレビ）全8回
- おしゃれ工房（ - 2009年4月、NHK教育テレビ）
- ぴーかんテレビ（ - 2011年8月4日、東海テレビ）
- 生中継 ふるさと一番!（2009年5月 - 、NHK総合）旅人
- となりの子育て（2010年4月・12月ほか、NHK教育テレビ）ゲスト
- まる得マガジン『今から始める筆ペン』（2015年11月30日 - 、NHK Eテレ）ゲスト
- 土曜スペシャル
  - 街道歩きの旅（鎌倉街道歩き旅 高崎 - 鎌倉 160キロふれあい珍道中）（2010年11月6日、テレビ東京）リレー3番手
  - 冬の日本列島を縦断　ローカル列車でめぐる温泉旅!感動の50湯（2011年1月8日、テレビ東京）田中律子と共にリレー1番手
- news every.・日テレNEWS24- 「奥山佳恵の暮らしラボ」（2017年7月21日 - 2021年3月12日、日本テレビ）金曜日、月1回出演
- TVシンポジウム「迫る食料危機 日本をどう守る」（2022年9月17日、NHK Eテレ）パネリスト

### 映画
- 喜多郎の十五少女漂流記（1992年、アミューズ、松竹） - 千夏 役
- アトランタ・ブギ（1996年、アミューズ） - 居酒屋のカレンダーのモデル役
- OL忠臣蔵（1997年、光和インターナショナル、松竹） - 小暮日向 役
- 走れ!イチロー （2001年、東映） - 藤木美香役
- KEEP ON ROCKIN'（2002年、ダブルス、東映）
- 今はちょっと、ついてないだけ（2022年、ギャガ）

### 舞台
- FUTARI -ふたり-（2003年8月18日 - 24日、全労済ホールスペース・ゼロ）[15]

### CM
- 江崎グリコ 高原牛乳チョコレート（1991年）
- 資生堂　スーパーリップ（1992年）
- JFTD 花キューピット（1992年）
- サンヨー食品 スープヌードル（1993年）
- 森永製菓 クッキーズ、タップ（1994年）
- カルピス食品　カルピスウォーター（1994年）
- 千葉銀行（1994年）
- アコム（2000年）
- 銀座ステファニー化粧品テレビショッピング 素早く簡単にパール肌の秘密（2017年）
- 日本薬師堂テレビショッピング ラークセブン（2017年）

### ラジオ
- 岸谷五朗の東京RADIO CLUB（TBSラジオ）- 火曜日レギュラー
- ラジオブロンクス（ニッポン放送）
- 奥山佳恵の美少女白書ないしょDEナイト（ニッポン放送）
- 奥山佳恵 ときめきティーンズハート（ニッポン放送）
- 武田和歌子のぴたっと。（ABCラジオ） - 2015年4月にゲスト出演。
- 奥山佳恵のレッツゲームクール（TOKYO FM）
- あぐりずむ（JFN）

## 作品

### CD
- ロマンスBU・SO・KU （1992年、東芝EMI）
- 友達以上になれなくて （1992年、東芝EMI）
- 御機嫌なSEASON （1992年、東芝EMI）
- ピエトロの旅立ち - プレイステーション用ゲーム「ポポロクロイス物語」主題歌：ジュリエッタ柴田 名義

### 写真集
- nikki（1995年8月10日、ワニブックス）撮影：渡辺達生 ISBN 4847024044

### イラスト
- SAME GAME （ハドソン、ゲームボーイ用ソフト）- パッケージイラスト[16]

### 著書
- 『生きてるだけで100点満点！』ワニブックス、2015年3月[17]